# Марсианские каналы

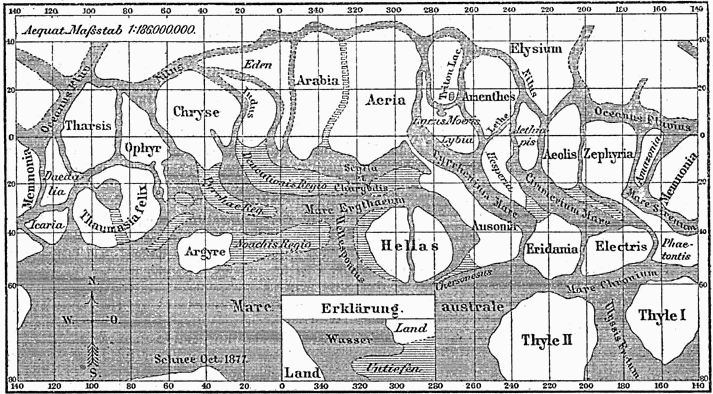
Карта Марса Джованни Скиапарелли, 1877 год

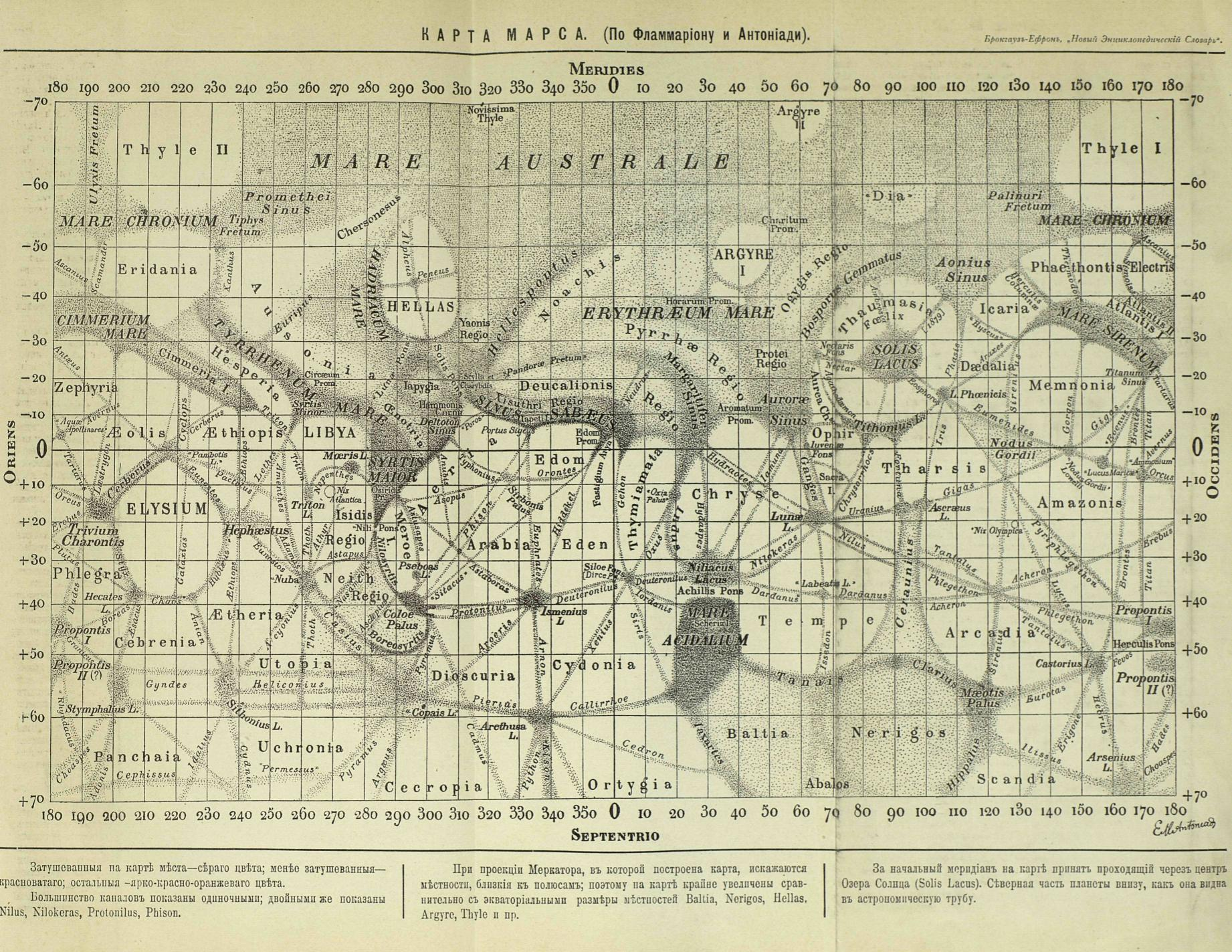
Карта Марса по Фламмариону и Антониади, 1910-e годы

Марсианские каналы — объекты на поверхности Марса, существование которых предполагали астрономы с конца 1870-х до 1970-х годов. Каналы описывались как длинные линии, образующие сложную сеть по всей планете между 60° северной широты и 60° южной широты. Впервые об открытии каналов объявил итальянский астроном Джованни Скиапарелли во время великого противостояния 1877 года; после него о наблюдении каналов сообщали и другие астрономы. В 1970-х годах, после получения снимков поверхности Марса космическими аппаратами, было установлено, что большинство «каналов» является оптической иллюзией.

## История наблюдений
Тонкие длинные линии наблюдали в 1862 году Анджело Секки, У. Доус и Э.Голден.
Скиапарелли назвал обнаруженные линии итальянским словом «canali», которое обозначает любые протоки (как естественного так и искусственного происхождения), и может переводиться на английский как «channels», «canals» или «grooves». При переводе его работ на английский использовалось слово «canals», употребляемое в английском языке для обозначения каналов искусственного происхождения. Такой неточный перевод привёл к ряду спекулятивных сообщений о том, что Скиапарелли якобы заявил об открытии им искусственных сооружений на Марсе. Впрочем, сам он не делал попыток разъяснить, в каком смысле употреблял слово «canali», или опровергнуть эти сообщения, — Скиапарели просто констатировал факт наличия на Марсе объектов, похожих на каналы. Скиаппарелли нанёс на свою карту Марса около ста каналов и дал им названия: Oxus, Hiddekel, Euphrates, Ganges и т. д. В 1890 г. он опубликовал статью, где рассуждал о разумной жизни на Марсе. Скиапарелли завершил, в связи с ухудшением зрения, исследования Марса после противостояния 1890 года. В 1895 году Скиапарелли не исключил возможности, что марсианские каналы являются искусственными сооружениями.
Американский астроном Персиваль Ловелл, несколько позже Скиапарелли также наблюдавший каналы и сделавший их зарисовки, поддерживал точку зрения об искусственном происхождении марсианских каналов. По его подсчётам, ширина каналов (вместе с поясом окружающей их растительности) достигала 100 км. Он полагал, что климат на планете весьма засушливый, и марсиане используют их для орошения земли водой из тающих полярных шапок. Ловелл посвятил несколько лет наблюдениям Марса в обсерватории, построенной им за собственный счёт. Ловелл нанёс на свою карту Марса около шестисот каналов. На основе своих наблюдений и выводов Ловелл в 1908 г. выпустил книгу «Марс как обитель жизни» (англ. Mars as the Abode of Life), где приводил множество доводов в пользу существования на Марсе развитой цивилизации. Книга стала бестселлером, теория Ловелла произвела широкий резонанс в обществе. Выступления Ловелла и его сторонников на публичных лекциях особенно подогрели интерес к марсианским каналам и во многом повлияли на то, что идея обитаемого Марса стала весьма популярной в массовом сознании в начале XX века.
Впрочем, тогда такое предположение не выглядело слишком неправдоподобным. Многие наблюдения того времени интерпретировались в пользу наличия жизни на Марсе. Астрономам было известно, что наклон оси Марса к эклиптике и период вращения вокруг своей оси близки к земным. Предполагалось, что Марс имеет достаточно плотную атмосферу. Наблюдения изменений площади полярных шапок и окраски экваториальных областей (на самом деле вызванное сезонными песчаными бурями) позволяли предполагать наличие жидкой воды и растительности на планете. Впрочем, в 1920-х годах уже было установлено, что Марс довольно сухой, а атмосферное давление на его поверхности гораздо ниже земного. (Правда, насколько ниже, тогда точно ещё известно не было).

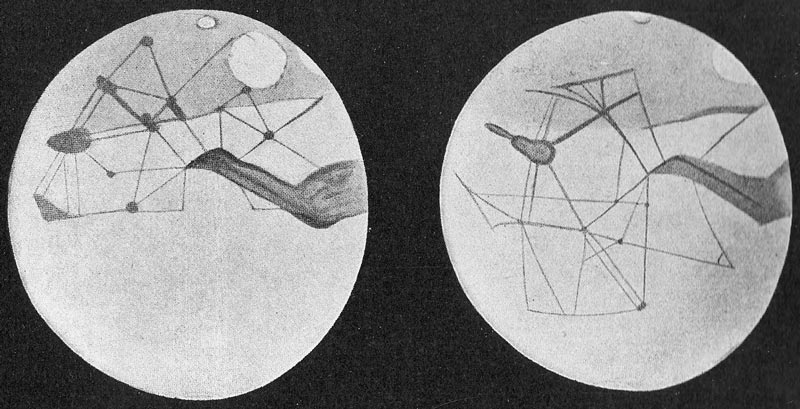
Марсианские каналы, зарисовка Ловелла

Вторая половина XIX века была временем строительства крупных судоходных каналов: Суэцкий канал был завершён в 1869 году, а Панамский канал начал строиться в 1880.  Строились крупные судоходные каналы и в первой половине XX века (Волго-Московский, Волго-Балтийский, Беломорско-Балтийский и Волго-Донской каналы). Внимание общественности было привлечено к этим проектам, поэтому интерпретация наблюдаемых на Марсе объектов как искусственных каналов выглядела вполне приемлемой.

## Критика
Тем не менее, многие астрономы отрицали возможность наличия на Марсе искусственных сооружений. Хотя было составлено множество карт марсианских каналов, они не совпадали друг с другом.
Многие известные астрономы не видели прямолинейных каналов. Среди них, например, Эдвард Барнард и Эжен Антониади, который производил наблюдения Марса во время великого противостояния в 1909 году в достаточно мощный телескоп. Эжен Антониади подводя итоги наблюдениям 1909 г. писал: «Гипотеза о возможном существовании геометрической сети получила окончательное опровержение… ибо самые сильные инструменты нашего времени не обнаружили и следа этой сети, между тем как детали, гораздо более тонкие, чем прямолинейные каналы, были постоянно видны».
Ряд исследователей (в частности Винченцо Черулли) объясняли появление каналов на Марсе оптической иллюзией. Так в 1903 году Эдвард Маундер поставил эксперимент, в ходе которого испытуемым с достаточно большого расстояния показывали диск с беспорядочным набором пятен, вместо которых многие из них видели «каналы». Проводились эксперименты с наблюдением тонкой проволоки на фоне диска с разных расстояний. Впрочем, сейчас известно, что на Марсе действительно есть некоторое количество протяжённых слабо изогнутых объектов (террасы, каньоны, линейные цепочки кратеров), которые при малом разрешении напоминают прямые каналы.
В 1907 году Альфред Рассел Уоллес опубликовал книгу «Обитаем ли Марс?», в которой показал, что температура на поверхности Марса намного ниже, чем считалось ранее, а атмосферное давление слишком мало для существования воды в жидком виде. К тому же спектральный анализ атмосферы не показал наличия в ней водяного пара. Отсюда он сделал вывод, что существование на Марсе высокоорганизованной жизни невозможно, не говоря уже о развитой цивилизации и искусственных сооружениях.

## Фотографирование каналов
В первые три десятилетия XX века было предпринято множество попыток фотографирования каналов, многие из которых дали положительный результат. История этих исследований изложена в научно-популярной статье Ф. Ю. Зигеля (сторонника идеи о существовании марсианской цивилизации):
«…в погоне за неуловимыми каналами астрономы применили фотографию. Это был настоящий научный подвиг, трудность которого плохо понятна неспециалисту.
Приходилось ли вам наблюдать, как движется воздух в жаркий летний день над крышами домов или над полотном железной дороги? В этих случаях очертания предмета становятся расплывчатыми, дрожащими, и рассмотреть его мелкие детали не всегда удаётся.
Для астрономов такая картина — постоянное явление. В любой, даже самый маленький телескоп всегда заметно движение воздуха, причем чем большее увеличение мы применим, тем сильнее будет нам мешать атмосфера. Попробуйте-ка в таких условиях сфотографировать крошечный, непрерывно колеблющийся диск планеты! И, конечно, ещё несравненно труднее запечатлеть на фотопластинке такие детали, как каналы.
Мы не будем описывать тех ухищрений, к которым прибегали астрономы, пытавшиеся фотографировать каналы. Скажем только одно: научный подвиг был совершён — каналы сфотографировали.
Сначала это были такие плохие, такие мелкие снимки, что отдельные каналы, запечатлевшиеся на негативе, удавалось рассмотреть только в лупу или в небольшой микроскоп. А затем, с ростом телескопов, с прогрессом фотографической техники, каналы стали выходить на фотографии всё более и более отчётливыми.
В 1924 году Трюмплер на обсерватории Лика получил большую серию прекрасных снимков Марса. На оригинальных негативах удалось отчетливо различить около сотни каналов. На рисунке внизу изображена фотокарта Марса, составленная Трюмплером. На ней запечатлены многие из каналов, которые ранее наблюдались простым глазом.
Фотопластинка решительно высказалась в пользу Ловелла и Скиапарелли.
На первой фотокарте каждый сможет увидеть геометрически правильную сеть каналов, покрывающую поверхность Марса.
В своё время сторонники иллюзорности каналов считали одним из наиболее сильных своих аргументов рисунки двойных каналов, полученные Ловеллом и Скиапарелли. Они заявляли, что у защитников марсиан просто что-то двоится в глазах.
В 1926 году на 60-дюймовом рефлекторе Маунт-Вильсоновской обсерватории были впервые сфотографированы двойные каналы, а на современных снимках Марса их видно множество.
Особенно успешно фотографировался Марс в великое противостояние 1939 года.
На снимках, полученных Слайфером, вышло свыше пятисот каналов, причём как раз в тех местах, где их раньше различали просто глазом. Больше того, фотопластинка зафиксировала сезонные изменения в каналах в полном соответствии с выводами Ловелла».

Советский астроном В. А. Бронштэн неоднократно наблюдал и фотографировал (в том числе в 1956 году — великое противостояние) каналы Марса. Каналы не казались ему геометрически правильными прямыми.

## Природа каналов
При изучении Марса классическими методами астрономии с помощью телескопов специалисты предложили три гипотезы о природе каналов: 
1. каналы — искусственные сооружения марсиан.
2. каналы — естественные геологические объекты: долины рек, покрытые растительностью, разломы, трещины в коре Марса, горные хребты, полосы вулканического пепла. (До полета Маринера-4 астрономы полагали что атмосферное давление на Марсе около 85 миллибар и марсианская атмосфера состоит в основном из азота. Многие учёные, например Г. А. Тихов, считали наличие на Марсе низших растений вполне возможным).
3. каналы — оптическая иллюзия.

Окончательную точку в проблеме каналов поставил искусственный спутник Марса «Маринер-9», который в 1971—1972 годах провёл фотосъёмку 85% поверхности планеты с разрешением от 1 до 2 км (2% поверхности сфотографированы с разрешением от 100 до 300 метров).
Американские астрономы К. Саган и П. Фокс в 1975 г. сравнили каналы Ловелла с реальными структурами рельефа а также границами материков и морей. Только меньшая доля классических каналов связана с разломами, горными хребтами, линейными цепочками кратеров и другими реально существующими образованиями. Все каналы, которые выходили на фотографиях, связаны с такими образованиями. Большинство классических каналов оказалось оптической иллюзией.

Марсианские каналы представляются следствием какого-то странного сбоя в совместной работе рук, глаз и мозга, проявляющегося у людей в сложных условиях наблюдения (по крайней мере, у некоторых людей; многие астрономы, располагая такими же, как у Лоуэлла, инструментами и условиями для наблюдения, заявляли, что никаких каналов нет). Но и это объяснение весьма далеко от удовлетворительного, и меня продолжают мучить сомнения, что какая-то существенная деталь в проблеме марсианских каналов остается нераскрытой. Лоуэлл всегда говорил, что правильная форма каналов является безошибочным признаком их разумного происхождения. Безусловно, это верно. Единственный нерешенный вопрос — с какой стороны телескопа находился этот разум.— К. Саган. Космос / Пер. А. Сергеева. — СПб., 2006. — С. 174—175.

## Марсианские каналы в фантастической литературе
- Курт Лассвиц: На двух планетах (1897)
- Александр Богданов: Красная звезда (1908), Инженер Мэнни (1913)
- Эдгар Райс Берроуз: Под лунами Марса (1912)
- Алексей Толстой: Аэлита (1923)
- Клайв Стейплз Льюис: За пределы безмолвной планеты (1938)
- Роберт Хайнлайн: Красная планета (1949), Чужак в чужой стране (1961).
- Рэй Брэдбери: Марсианские хроники (1950)
- Станислав Лем: Ананке (1973)
- Кристофер Прист: Машина пространства (1976)
- Александр Шалимов: Цена бессмертия (1970)